# Türk Telekom Arena
Türk Telekom Arena este un stadion de fotbal situat în nordul orașului Istanbul. Pe Türk Telekom Arena au loc meciurile echipelor Galatasaray SK și Turcia începând cu sezonul 2010/2011.
Cu o capacitate de 52.652, acest stadion este cel mai mare din Turcia și al 14-lea din Europa.￼